# Криминальный мастер
Криминальный мастер (англ. Crime Master) — псевдоним нескольких персонажей американских комиксов издательства Marvel Comics, являющихся преступными гениями и врагами Человека-паука. 

## История публикаций
Первый Криминальный мастер дебютировал в The Amazing Spider-Man #26 и был создан сценаристом Стэном Ли и художником Стивом Дитко. Его личность оставалась неизвестной вплоть до того момента, пока он не был убит и идентифицирован как Николас «Счастливчик» Льюис. Его сын, Николас Льюис-младший, стал вторым Криминальным мастером в Marvel Team-Up #39 (ноябрь 1975), а в #40 объединился со вторым Большим боссом. Этот Криминальный мастер не знал личности своего напарника и застрелил Большого босса, который оказался его девушкой Дженис Фосуэлл, дочерью Фредерика Фосуэлла, оригинального Большого босса. Убитый горем Льюис-младший более не возвращался к личности Криминального мастера.
Первый Криминальный мастер фигурировал в истории, произошедшей до его смерти, в Untold Tales of Spider-Man #23 (август 1997), а также в Untold Tales of Spider-Man #25. В этом выпуске было несколько несостыковок с историей из The Amazing Spider-Man #26-27. Было выявлено, что Криминальный мастер и Зелёный гоблин раскрыли друг другу свои личности, однако последний носил маску Джея Джоны Джеймсона под маской Гоблина, чтобы заставить Криминального мастера поверить в то, что Гоблином был Джеймсон, а не Норман Озборн. Тем не менее, в The Amazing Spider-Man #26 Гоблин был обеспокоен раскрытием личности Криминального мастера.
Третьим Криминальным мастером был Беннетт Брант, брат Бетти Брант, долгое время считавшийся погибшим.

## Биография

### Николас «Счастливчик» Льюис-старший
Ник «Счастливчик» Льюис был преступником в маске, который пытался подчинить все преступные группировки Нью-Йорка, не относящиеся к Маджии. Ему противостояли Человек-паук, Фредерик Фосуэлл, а также его заклятый враг, Зелёный гоблин, на деле являвшийся Норманом Озборном. Попытка Криминального мастера построить собственную криминальную империю провалилась, когда Фосуэлл сообщил полиции об организованном им мафиозном сборе. В попытках отомстить Фосуэллу он приготовился убить Человека-паука, Джея Джону Джеймсона и Фосуэлла в Daily Bugle, однако был убит подстерегавшей его по наводке Фосуэлла полицией.

### Николас Льюис-младший
Сын первого Криминального мастера Ник Льюис-младший познакомился с Дженис Фосуэлл во время их совместного обучения в Европе. Какое-то время спустя молодые люди обручились. Узнав, что в смерти их отцов был косвенно виновен Человек-паук, Льюис стал новым Криминальным мастером, чтобы отомстить супергерою. Не поставив Николаса в известность, Дженис также обратилась к альтер эго своего отца и стала Большим боссом. Их пути пересеклись в битве против Человека-паука, Человека-факела и Сынов Тигра. Тем не менее между ними разгорелась ссора относительно лидерства, в результате чего Николас застрелил Дженис. Когда их личности были раскрыты, Ник раскаялся и не стал сопротивляться аресту.

### Беннетт Брант
Беннетт Брант был братом Бетти Брант. Однажды он занял крупную сумму у гангстера по имени Блэки Гэкстон, чтобы оплатить медицинские счета своей матери. При помощи Доктора Осьминога Гэкстон похитил Беннетта и Бетти в качестве страховки от любого, кто мог бы помешать ему покинуть страну. Беннетт был смертельно ранен во время схватки между бандой Гэкстона, Доктором Осьминогом и Человеком-пауком.
Много лет спустя в серии Venom появился новый Криминальный мастер. Он оказался проницательным планировщиком, обладающим значительными ресурсами и множеством приспешников. Впервые его пути пересеклись с Юджином «Флэшем» Томпсоном, последним носителем симбиота Венома, когда Флэшу было поручено остановить безумного учёного, который разработал пули из антарктического вибраниума для Криминального мастера.
Впоследствии Криминальный мастер сформировал собственную команду для уничтожения Венома, которую назвал «Дикой шестёркой». Она состояла из него самого, Джека-Фонаря, Человека-мухи, Шипохвоста, Мегатаки и Токсина (носителем которого стал Эдди Брок после потери симбиота Анти-Венома в сюжетной линии Spider-Island). Когда Бетти Брант столкнулась с Криминальным мастером, она была шокирована, узнав, что под его маской скрывался её брат Беннетт, который пригласил Бетти принять участие в убийстве Венома. Затем Беннетт Брант едва не убил Венома из звукового пистолета и огнемёта, однако был застрелен Бетти, которая заявила, что её брат «давно умер».

### Самозваный Криминальный мастер
Позже Веном наткнулся на другого Криминального мастера, который контрабандой привозил в город оружие. В сражении с ним Веном пришёл к выводу, что Криминальный мастер действовал иначе, нежели его старый враг. В это же время Превосходному Человеку-пауку поступил звонок с Паучьего острова #2 о битве между Веномом и Криминальным мастером, после чего он собрал небольшую армию возле здания, в котором они находились. Превосходный Человек-паук ворвался в здание в тот момент, когда Криминальный мастер снимал маску, окащавшись оперативник Маджии, который приобрёл личность и снаряжение Криминального мастера у Хобгоблина. Разоблачённый оперативник вскоре сдался.
Впоследствии Криминальный мастер нанял Кровавого Паука, Щита Смерти и Таскмастера, чтобы те помогли ему обокрасть Дэдпула и Наёмников за деньги. После того, как ограбление было сорвано, Криминальный мастер пытался приобрести интересующее его устройство на проводимом Дэдпулом аукционе, однако его ставка была перебита криминальным авторитетом из Озарка. 
Во время сюжетной линии Civil War II Криминальный мастер присоединился к Кингпину и был убит одним из врагов Фиска, который поместил на его труп табличку с надписью «Это не твой город». 

### Версия Внутренних Демонов
Один из Внутренних Демонов Мистера Негатива выдал себя за Криминального мастера Хобгоблина, чтобы манипулировать Чёрной кошкой и Громилами. Таким образом он хотел заручиться их поддержкой при проникновении на Остров Райкера, где собирался убить Кувалду и Могильщика. План был сорван Человеком-пауком и Призраком. 

## Альтернативные версии

### Marvel Noir
Во вселенной Marvel Noir Криминальный мастер по имени Сэмми был одним из главных антагонистов комикса Spider-Man Noir: Eyes Without a Face. Он захватил Нью-Йорк после того, как Норман Озборн предстал перед судом в качестве Гоблина вместе со своими приспешниками Громилами и Песочным человеком. Также он спонсировал эксперименты Отто Октавиуса над афроамериканцами. Криминальный мастер пришёл в ярость, когда его девушка Фелиция Харди приютила Человека-паука. Получившая ранение Харди выдала его местоположение агенту ФБР Джин Девулфф, которая затем отправилась на остров Эллис и арестовала Криминального мастера.

### Spidey
В комиксе Spidey Ник Льюис-старший был побеждён и опутан паутиной Человека-паука, который назвал его «одним из придурков, от которых он защищает город».

## Вне комиксов

### Видеоигры
Версия Криминального мастера из вселенной Marvel Noir упоминается в игре Spider-Man: Shattered Dimensions (2010) в качестве одного из силовиков Кувалды. По его приказу он убил Красавчика Дэна и выбросил его в мусорное ведро из-за того, что тот флиртовал с девушкой Кувалды Дженис Фосуэлл.

## Критика
Screen Rant поместил Криминального мастера на 4-е место среди «10 малоизвестных врагов Человека-паука».